# Szkandium-monoszulfid
A szkandium-monoszulfid egy kémiai vegyület, képlete ScS. Valószínűleg egy pszeudo ionvegyület ami [Sc3+] és [S2−] ionokból áll.

## Szerkezete
Nátrium-klorid kristályszerkezete van.

## Előállítása
Fém szkandium és kén por keverékét levegő kizárása mellett 1150 °C-on hevítik 70 órán keresztül.

## Fordítás
Ez a szócikk részben vagy egészben  a   Scandium monosulfide című angol Wikipédia-szócikk ezen változatának fordításán alapul.  Az eredeti cikk szerkesztőit annak laptörténete sorolja fel. Ez a jelzés csupán a megfogalmazás eredetét és a szerzői jogokat jelzi, nem szolgál a cikkben szereplő információk forrásmegjelöléseként.